# Clément Moreau (acteur)
Pour les articles homonymes, voir Clément Moreau.
Clément Moreau est un acteur français né le 25 octobre 1990 à La Roche-sur-Yon. Il est notamment connu pour avoir joué dans la série jeunesse Foudre.

## Biographie

### Formation et début de carrière
De 2008 à 2010, il est élève du cours Florent dans la classe de Frédérique Farina. L'année suivante, il obtient son premier rôle, dans la série Profilage. En 2011, il figure dans le casting de Foudre aux côtés de Joséphine Jobert et David Tournay. La même année, il fait une formation théâtrale à l'école Florent en classe libre. Il joue le rôle de Simon dans L'Homme de ses rêves et Tadzio Bauchard dans La Nouvelle Maud,. En 2014, il joue dans la série Nina et La Stagiaire.
En 2018, il est la nouvelle voix française de Taro Misaki dans la nouvelle version de la série d'animation Captain Tsubasa. Il succède à Fabrice Josso.[réf. nécessaire]
Il a vécu en Vendée avant de suivre la formation du Cours Florent à Paris. Il est également batteur et trompettiste.

## Théâtre
- 2006-2007 : Les Cancans de Goldoni[5]
- 2007-2008 : La Leçon d'Eugène Ionesco
- 2012 : L'Île des esclaves de Marivaux

## Filmographie

### Cinéma

#### Longs métrages
- 2013 : Fastlife de Thomas Ngijol : Wilfried Lemeur[6]
- 2019 : La Belle Époque de Nicolas Bedos : le jeune costumier
- 2025 : Ad vitam de Rodolphe Lauga : le médecin

#### Courts métrages
- 2013 : Sur la peau de Thierry Hubert
- 2015 : Le Bon Vivant, d'Éric Toledano
- 2015 : Frigo d' Adrien Pallatier et Vincent Templement
- 2016 : Les carnivores de Yannick Renier et Jérémie Renier

### Télévision

#### Téléfilms
- 2010 : Trop la classe verte ! de Dimitri Bodianski et Johan Chiron : Olivier[6]
- 2012 : L'Homme de ses rêves de Christophe Douchand : Simon[6]
- 2024 : L'Enchanteur de Philippe Lefebvre : le libraire
- 2024 : Meurtres à Nîmes d'Anne Péjean : Samuel Vargas

#### Séries télévisées
- 2009 : Profilage, épisode Comme sa mère réalisé par Éric Summer : Guillaume Bertrand
- 2011 : Alice Nevers, le juge est une femme, épisode Un amour interdit  réalisé par René Manzor : Marc
- 2011 : Foudre, série créée par Stéphane Meunier, Bertrand Cohen et Laurent Daufès, saison 5, 8 épisodes : Shark
- 2012 : La Nouvelle Maud, série créée par Marc Kressmann, Carine Hazan, Emmanuelle Rey-Magnan et Pascal Fontanille, saison 2 : Tadzio Bauchard
- 2015 : Section de recherches, épisode Les Loups réalisé par Gérard Marx : Sébastien Domergue
- 2014 - en cours : La Stagiaire, série créée par Isabel Sebastian et Laurent Burtin : Antoine Meyer
- 2015 - 2019 : Nina, série créée par Alain Robillard et Thalia Rebinsky : Kévin Heurtaud
- 2018 : Les Petits Meurtres d'Agatha Christie, épisode Mélodie mortelle réalisé par Christophe Campos : Marlon
- 2019 : Scènes de ménages : Thibault, un ami de Léo et Leslie
- 2021 : Cassandre, épisode Temps mort (saison 5, épisode 1) : Nicolas Audemont
- 2022 : Sam, épisode Sonia (saison 6, épisode 7) : Loïc
- 2023 : HPI (saison 3, épisode 3 « Décalage horaire) de Vincent Jamain : Stanislas
- 2025 : Montmartre de Louis Choquette
- 2025 : Apparences d'Émilie Grandperret : Axel Simon

## Doublage

### Cinéma

#### Films
- Harris Dickinson dans (5 films) :
  - Darkest Minds : Rébellion (2018) : Liam
  - The King's Man : Première mission (2021) : Conrad Oxford
  - Coup de théâtre (2022) : Richard Attenborough
  - Iron Claw (2023) : David Von Erich (en)
  - Blitz (2024) : Jack

- Cole Sprouse dans :
  - À deux mètres de toi (2019) : Will
  - Moonshot (en) (2022) : Walt
  - Lisa Frankenstein (2024) : la créature

- Michael Cimino dans :
  - Annabelle : La Maison du mal (2019) : Bob Palmeri
  - Senior Year (2022) : Lance

- Jonah Hauer-King dans :
  - L'Incroyable Aventure de Bella (2019) : Lucas
  - Souviens-toi… l'été dernier (2025) : Milo Griffin

- Michael Gandolfini dans :
  - Many Saints of Newark - Une histoire des Soprano (2021) : Tony Soprano
  - Bob Marley: One Love (2024) : Howard Bloom

- Iván Lapadula (es) dans :
  - À travers ma fenêtre 2 : L'Amour pour horizon (2023) : Gregory
  - À travers ma fenêtre 3 : Les yeux dans les yeux (2024) : Gregory

- Jack Harlow dans :
  - Les Blancs ne savent pas sauter (2023) : Jeremy
  - The Instigators (2024) : Scalvo

- 2013 : Battle of the Year : ? (?)
- 2014 : Paranormal Activity: The Marked Ones : Hector Estrella (Jorge Diaz)
- 2015 : Un voisin trop parfait : ? (?)
- 2016 : Independence Day: Resurgence : Charlie Miller (Travis Tope)
- 2016 : Les Insoumis : Vinnie (Josh Hutcherson)
- 2017 : Okja : Kim (Choi Woo-shik)
- 2017 : Overdrive : Garrett Foster (Freddie Thorp)
- 2017 : Le Château de verre : David (Max Greenfield)
- 2018 : Contrôle parental : Austin (Graham Phillips)
- 2018 : Slender Man : Tom (Alex Fitzalan)
- 2018 : Apprentis Parents : Stewart (Charlie McDermott)
- 2018 : Le Vent de la liberté : Günther Wetzel (David Kross)
- 2019 : Sang froid : Dante (Wesley MacInnes)
- 2019 : Nancy Drew and the Hidden Staircase : Derek (Evan Castelloe)
- 2019 : Courage et rodéo (en) : Tate Watkins (Max Ehrich)
- 2019 : Flocons d'amour : JP Lapierre (Matthew Noszka)
- 2019 : DJ Cendrillon (pt) : Freddy Prince (Filipe Bragança (pt))
- 2020 : Enragé : Fred (Austin P. McKenzie)
- 2021 : Security (it) : Dario Ventini (Giulio Pranno)
- 2021 : Free Guy : Walters « Keys » McKey (Joe Keery)
- 2021 : Black Island : Jonas Hansen (Philip Froissant)
- 2021 : Killer Game : Zach Sandford (Dale Whibley)
- 2021 : Love Hard : Tag (Darren Barnet)
- 2021 : Fear Street, partie 2 : 1978 : Arnie (Sam Brooks)
- 2021 : Tick, Tick... Boom! : Freddy (Ben Ross)
- 2021 : Inconditionnel (tr) : Emre (Kaan Altay Köprülü)
- 2021 : West Side Story : « Snowboy » (Myles Erlick)
- 2021 : L'Étau de Munich : Hugh Legat (George MacKay)
- 2021 : Journal d'une aventure new-yorkaise (pt) : Lucas (Bruno Montaleone)
- 2021 : Supercool (en) : Neil (Jake Short)
- 2022 : Le Téléphone de M. Harrigan : Deane Whitmore (Daniel Reece)
- 2022 : Bones and All : Lance (Jake Horowitz)
- 2022 : Mon petit ami virtuel : Jake (Dylan Sprouse)
- 2022 : The People We Hate at the Wedding (en) : Dennis (Dustin Milligan)
- 2022 : Hellraiser : Trevor (Drew Starkey)
- 2022 : Paradise City : Koa (Laird Akeo)
- 2023 : L'Amour en touriste (en) : Alex (Andrew Barth Feldman (en))
- 2023 : Un bal pour Harvard (en) : Graham Lansing (Blake Draper)
- 2023 : Le Challenge : Doug Kahn (Hasan Minhaj)
- 2023 : Joli désastre (en) : ? (?)
- 2023 : The Flash : Gary (Sean Rogers)
- 2023 : Oppenheimer : Richard Feynman (Jack Quaid)
- 2023 : Fanfik (pl) : Maks (Ignacy Liss)
- 2023 : Gran Turismo : Antonio Cruz (Pepe Barroso)
- 2023 : DogMan : Richie Munrow (Alexander Settineri)
- 2023 : Un homme d'action : Thierry (Bastien Ughetto)
- 2023 : Thanksgiving : La Semaine de l'horreur : Ryan (Milo Manheim)
- 2023 : See You on Venus : Kyle (Alex Aiono)
- 2023 : Tom Brady à tout prix (en) : Nat (Alex Moffat (en))
- 2023 : Ils étaient un seul homme : Robert « Bobby » Moch (Luke Slattery)
- 2024 : Five Blind Dates : Ezra (Jon Prasida)
- 2024 : Rebel Moon - Partie 2 : L'Entailleuse : ? (?)
- 2024 : Sans un bruit : Jour 1 : Reuben (Alex Wolff)
- 2024 : Space Cadet (en) : Toddrick Spencer (Sebastián Yatra)
- 2024 : Here - Les plus belles années de notre vie : Jimmy (Harry Marcus)
- 2024 : Culpa Tuya : Michael (Javier Morgade)
- 2025 : L'Amour dans l'objectif (en) : Jay (Luke Fetherston (en))
- 2025 : Destination finale : Bloodlines : Bobby Campbell (Owen Joyner)

#### Films d'animation
- 2017 : Ferdinand : Cuatro, un hérisson
- 2019 : Manou à l'école des goélands : Luc
- 2019 : Ni no kuni : Yû
- 2020 : Blanche Neige, les souliers rouges et les sept nains : Merlin
- 2023 : Suzume : Tomoya Serizawa

### Télévision

#### Téléfilms
- Jonathan Keltz dans :
  - Le témoin de la mariée (2020) : Noah Moore
  - Prise au piège au palais (2022) : le prince Jack

- 2016 : Amish Witches : The True Story of Holmes County : Isaac (Caleb Carlson)
- 2017 : Sous l'emprise de ma meilleure amie : Tom (Austin Cauldwell)
- 2017 : Vidéos sexy, lycéennes en danger : Shawn (Liam McKanna)
- 2017 : L'obsession d'une étudiante : Riley (Ryan Moore)
- 2017 : L'admirateur secret de Noël : Eddie (Curtis Tweedie)
- 2017 : Oscar Pistorius : de la gloire au meurtre : Oscar Pistorius (Andreas Damm)
- 2018 : L'Homme qui a brisé ma fille : Rob Tennison (Callan Porter)
- 2018 : Le cauchemar de ma fille : Joey (Darren Barnet)
- 2018 : Accusée de meurtre à 17 ans : Jake Campali (Blake Burt)
- 2018 : Une famille trop accueillante... : Kévin (Bryce Durfee)
- 2018 : Enfants stars, adolescence brisée : Doug (Jacob Loeb)
- 2018 : Conrad & Michelle : If Words Could Kill : Conrad Roy (Austin P. McKenzie)
- 2018 : Harcèlement 2.0 : Mike Vincent (Spencer Neville)
- 2018 : Quand ma fille se met en danger... : Travis (Cody Sulek)
- 2019 : Les enfants maudits: les origines du mal : Luke (Tim Donadt)
- 2019 : Undercover Cheerleader : Jordan Dunn (Andre Anthony)
- 2019 : La Princesse de Noël : le prince Jack (Travis Burns)
- 2019 : Poursuis tes rêves : Une fête inoubliable : Alvaro (José Giménez-Zapiola)
- 2019 : Liaison fatale avec un étudiant : Ian (Mitchell Hoog)
- 2020 : Retrouve-moi pour Noël : Liam (Luke Bilyk)
- 2020 : Mia, 17 ans pour toujours : Kaleo (Chad Mann)
- 2021 : Mon elfe de Noël : Bob (Wesley MacInnes)
- 2022 : Ray Donovan: The Movie : Raymond « Ray » Donovan jeune (Christopher Gray)
- 2022 : Sur les traces de ma sœur : Peyton Brown (Alec Nevin)
- 2022 : Les Harrington doivent mourir : David Harrington (Brett Geddes)
- 2023 : Dans la peau de ma fille : Ramsey (John Paul Kakos)
- 2023 : Un merveilleux Noël en famille : Jeremy (Edward Ruttle)

#### Séries télévisées
- Matthew Daddario dans :
  - Shadowhunters (2016-2019) : Alexander « Alec » Lightwood (55 épisodes)
  - Tommy (en) (2020) : Blaine (saison 1, épisode 5)
  - Why Women Kill (2021) : Scooter Polarsky (10 épisodes)

- Zane Phillips (en) dans :
  - Legacies (2021-2022) : Ben (saison 4)
  - Glamorous (2023) : Chad Addison (10 épisodes)
  - Mid-Century Modern (2025) : Mason (saison 1, épisodes 5 et 10)

- David Lambert dans :
  - The Fosters (2013-2018[n 1]) : Brandon Foster (104 épisodes)
  - Good Trouble (2019-2021[n 1]) : Brandon Foster (4 épisodes)

- Oliver Coopersmith dans :
  - Lovesick (2014) : Scott (saison 1, épisode 3)
  - Intergalactic (en) (2021) : Echo Nantu-Rose (7 épisodes)

- Joe Keery dans :
  - Stranger Things (depuis 2016) : Steve Harrington
  - Fargo (2023-2024) : Gator Tillman (saison 5)

- Bridger Zadina (it) dans :
  - Harry Bosch (2017) : Sharkey (saison 3, épisodes 1 à 5)
  - Inhumans (2017) : Mordis (4 épisodes)

- Joshua Brady dans :
  - Ozark (2017) : Paul Rakowski
  - MacGyver (2018) : Simon Jones

- Jonah Hauer-King dans :
  - Les Quatre Filles du docteur March (en) (2017) : Laurie Laurence (mini-série)
  - World on Fire (2019) : Harry Chase

- Daniel Sharman dans :
  - Fear the Walking Dead (2017-2023) : Troy Otto (17 épisodes)
  - Les Médicis : Maîtres de Florence (2018-2019) : Lorenzo de Medici (16 épisodes)

- Ludwig Simon dans :
  - Beat (de) (2018) : Janik
  - Nous, la Vague (2019) : Tristan Brosh

- Hunter Doohan dans :
  - What/If (2019) : Tyler (mini-série)
  - Daredevil: Born Again (2025) : Bastian / Muse (en)

- Alex Aiono dans :
  - Docteure Doogie (en) (2021-2023) : Walter Camara (14 épisodes)
  - Pretty Little Liars: Original Sin (2022-2024) : Shawn Noble (18 épisodes)

- Max Lloyd-Jones dans :
  - The Imperfects (2022) : Doug
  - Blockbuster (en) (2022) : Damon

- Dònal Finn dans :
  - SAS : Rogue Heroes (2022) : Eoin McGonigal
  - La Roue du temps (depuis 2023) : Matrim « Mat » Cauthon (depuis la saison 2[n 2])

- 2013 : American Horror Story : Luke Ramsey (Alexander Dreymon) (saison 3)
- 2014 : The Killing : Kyle Stansbury (Tyler Ross (en))
- 2014 : Crisis : Ian Martinez (Max Schneider)
- 2014 : Those Who Kill : Harland Rey (Greg Perrow)
- 2014-2016 : Les 100 : Nathan Miller (Jarod Joseph) (1re voix, saisons 1 à 3)
- 2015-2016 : Game of Thrones : le prince Trystane Martell (Toby Sebastian)
- 2016 : Harry Bosch : l'officier Morgan (Christopher Allen)
- 2016 : Between : Lamar (Alexander De Jordy)
- 2016-2017 : American Crime : Taylor Blaine (Connor Jessup)
- 2016 / 2018 : The Path : Freddie Ridge (Max Ehrich) (saison 1) et Caleb Matthews (Titus Makin Jr.) (saison 3)
- 2017 : En coulisse avec Julie : Gus (Giullian Yao Gioiello)
- 2017 : L'Arme fatale : Reuben Tomar (Shane Coffey) (saison 1, épisode 13) et Bobby Claypool (Toby Hemingway) (saison 2, épisode 3)
- 2017 : The Mist : Tyler Denton (Christopher Gray)
- 2017 : Guerilla (en) : Ronnie Pence (Abraham Lewis) (mini-série)
- 2017 : Doubt : Affaires douteuses : Royce Jenkins (Jacob Loeb)
- 2017 : StartUp : Kasey (Jared Wernick)
- 2017 : Madam Secretary : Thad Newton (Gordon Winarick)
- 2017-2023 : Riverdale : Forsythe P. « Jughead » Jones (Cole Sprouse) (127 épisodes)
- 2018 : Il cacciatore (it) : Lucio Raja Giovane (Nicasio Catanese)
- 2018 : Troie : La Chute d'une cité : Déiphobe (Chris Fisher) (mini-série)
- 2018 : Spring Tide : Milton (Alexander Gustavsson)
- 2018 : Picnic at Hanging Rock (en) : Nolan (Felix Johnson)
- 2018 : Cameron Black : L'Illusionniste : Noah Hawthorne (Adam Kaplan)
- 2018 : Carlo et Malik : Angelo (Angelo Monacelli)
- 2018 : SEAL Team : Dave Medders (Jackson White) (saison 1, épisodes 20 à 22)
- 2018-2019 : Crazy Ex-Girlfriend : AJ (Clark Moore (en))
- 2018-2019 : iZombie : Stan (Micah Steinke)
- 2018-2019 : Better than Us : Egor Georgievich Safronov (Eldar Kalimulin) (16 épisodes)
- 2018-2019[n 1] : American Housewife : Pierce (Milo Manheim) (4 épisodes)
- 2018-2020 : Baby : Niccolò Rossi Govender (Lorenzo Zurzolo) (18 épisodes)
- 2018-2022 : L'Amie prodigieuse : Stefano Carracci (Giovanni Amura) (14 épisodes)
- 2019 : Poursuis tes rêves : Álvaro Paz (José Giménez-Zapiola) (30 épisodes)
- 2019 : Le Protecteur d'Istanbul : Okhan (Boran Kuzum (tr))
- 2019 : The Order : Kyle (Jedidiah Goodacre)
- 2019 : Criminal : Espagne (en) : Rai Messeguer Ortiz (Alvaro Cervantes)
- 2019 : The InBetween (en) : Max (Max Irons)
- 2019 : Daybreak : Josh Wheeler (Colin Ford)
- 2019 : Apache: La Vie de Carlos Tévez (es) : Cochi (Julián Larquier Tellarini)
- 2019-2021 : Prodigal Son : Malcolm Bright (Tom Payne)
- 2019 / 2021 : The Witcher : l'adonis (Ben Wiggins) et Eskel (Basil Eidenbenz (de))
- 2019-2022 : Les Enquêtes de Murdoch : Jack Walker (Jesse LaVercombe (en)) (15 épisodes)
- 2019-2023 : DC Titans : Sujet 13 / Conner Kent / Superboy (Joshua Orpin (pt)) (27 épisodes)
- 2020 : October Faction : Steve Thompson (Robert Bazzocchi)
- 2020 : Sweet Home : Jeong Wooi-myeong (Kim Sung-cheol (en))
- 2020 : Two Weeks to Live : Nicky (Mawaan Rizwan (en)) (mini-série)
- 2020 : A Teacher (en) : Logan Davis (Shane Harper) (mini-série)
- 2020 : C.B. Strike : Raff Chiswell (Adam Long (en))
- 2020 : Les Justicières : Logan (Kit Clarke)
- 2020 : L'Écuyer du roi : Foldo (Jack Barton)
- 2020-2021 : Sex Education : Malek Amir (Armin Karima (en)) (4 épisodes)
- 2020-2022 : Love, Victor : Benjamin « Benji » Campbell (George Sear) (28 épisodes)
- 2020-2022 : Sombre Désir : Darío Guerra (Alejandro Speitzer) (33 épisodes)
- 2020-2022 : La Meute : Eduardo Valenzuela (Raimundo Alcalde) (13 épisodes)
- 2021 : Jamais froid aux yeux (en) : Carson Hubick (Brett Houghton)
- 2021 : Falcon et le Soldat de l'Hiver : Unique (Ian Gregg) (mini-série, épisode 1)
- 2021 : Les Irréguliers de Baker Street : Billy (Jojo Macari (en))
- 2021 : Jupiter's Legacy : Nick / In Extremis (Franco Lo Presti)
- 2021 : Clickbait : Ethan Brewer (Camaron Engels) (mini-série)
- 2021 : You : Andrew (Christopher O'Shea (en)) (saison 3)
- 2021 : Souviens-toi... l'été dernier : Dylan Scalton (Ezekiel Goodman)
- 2021 : Panic : Ray Hall (Ray Nicholson)
- 2021 : Debris : Kurt (Dylan Colton) (épisode 6)
- 2021 : The Big Leap (en) : Simon Lovewell (Adam Kaplan)
- 2021 : High School Musical : La Comédie musicale, la série : Antoine (Andrew Barth Feldman (en))
- 2021-2022 : Destin : La Saga Winx : Riven (Freddie Thorp) (13 épisodes)
- 2022 : Rebelde : Estebán Torres (Sérgio Mayer Mori (pt))
- 2022 : Sur ordre de Dieu : Allen Lafferty (Billy Howle) (mini-série)
- 2022 : Wedding Season (en) : Anil (Bhav Joshi)
- 2022 : The Tourist : Danny (Brett Blake) (doublage France TV)
- 2022 : Marie-Antoinette : Axel de Fersen (Martijn Lakemeier)
- 2022 : Les Héritiers de la terre : Bernat Estanyol (jeune) (Arturo Sancho)
- 2022 : The Offer : Al Pacino (Anthony Ippolito) (mini-série)
- 2022 : American Horror Stories : Jesse (Spencer Neville (ast)) (saison 2, épisode 7)
- 2022 : Kaçış (tr) : Ilker (Onur Bay)
- 2022 : En un battement : Tomás (Julián Cerati (es)) (14 épisodes)
- 2022 : Dirty Lines (nl) : Mischa Brandt (Joes Brauers)
- 2022 : Nous voulons tous être sauvés : Daniele (Federico Cesari (it))
- 2022 : 1883 : Colton (Noah Le Gros) (mini-série)
- 2022 : Vampire Academy : Mikhail Tan (Max Parker)
- 2022[n 3] : Héros fragile : Park Hoo-min (Ryeoun)
- depuis 2022 : The Gilded Age : Jack Treacher (Ben Ahlers)
- depuis 2022 : C'était moi : Noah Cortez (Pipe Bueno (es))
- depuis 2022 : Le Seigneur des anneaux : Les Anneaux de pouvoir : Kemen (Leon Wadham (en))
- depuis 2022 : House of the Dragon : le prince Aegon Targaryen (Tom Glynn-Carney)
- depuis 2022 : Surviving Summer : Ari Gibson (Kai Lewins)
- 2023 : The Rig : James Garrow (Cameron Fulton)
- 2023 : The Last of Us : Lee (Max Montesi)
- 2023 : The Night Agent : Matteo (Andre Anthony)
- 2023 : Celebrity (en) : Kwon Myeong-ho (Jung Wook-jin)
- 2023 : Mon cosmonaute : Nikodem Borowski (Jędrzej Hycnar (pl))
- 2023 : Hasta el cielo : La série (es) : Tono (José « Jarfaiter » del Olmo (es)) (7 épisodes)
- 2023 : Chair de poule : Lucas Parker (Will Price) (5 épisodes)
- 2023 : Berlin Bad Trip (de) : Jannik (Lorenzo Germeno) (mini-série)
- 2023 : La Maison allemande (de) : Jürgen Schoormann (Thomas Prenn (de)) (mini-série)
- 2023 : Fellow Travelers : Eddie Kofler (David Tomlinson) et Leonard Smith (Mike Taylor) (mini-série)
- 2023 : Black Cake (en) : Delroy Furgusson (Anthony J. Abraham) (mini-série)
- depuis 2023 : One Piece : Sanji Vinsmoke (Taz Skylar)
- depuis 2023 : Gen V : Sam (Asa Germann)
- depuis 2023 : Le Renard : Prince des voleurs : Dr Jack « Renard » Dawkins (Thomas Brodie-Sangster)
- 2024 : Masters of the Air : le sergent Clifford Starkey (Kieron Moore (en)) (mini-série)
- 2024 : Un jour : Ian (Jonny Weldon) (mini-série)
- 2024 : A Killer Paradox (en) : Lee Tang (Choi Woo-shik)
- 2024 : Tracker : Craig Riley (Oscar Chark) et Matt Winslow (Richard Harmon)
- 2024 : Pauline : Lukas (Ludger Bökelmann (de)) (mini-série)
- 2024 : Territory (en) : Lachie Kirby (Joe Klocek (en))
- 2024 : High Potential : Edward Wilson (Charlie McElveen) (saison 1, épisode 8)
- 2024 : Sexe Intentions : Brian Blandsman (Zeke Goodman)
- 2025 : The Studio : Owen Kline (Owen Kline) (saison 1, épisode 5)
- 2025 : Comme un film (en) : Woo Jeong-hoo (Cha Woo-min (en))
- 2025 : Imbattables : Zac Torres (Michael Cimino)
- 2025 : Sans merci (en) : Gu Jun-mo (Gong Myung (en))

#### Séries d'animation
- 2016 : La Garde du Roi lion : un jeune rhinocéros
- 2018 : Captain Tsubasa : Tarō Misaki
- 2019 : Ultramarine Magmell (en) : Yin Yo
- 2019 : Quand Takagi me taquine : Nakai
- 2019-2021 : Fast and Furious : Les Espions dans la course : Cisco Renaldo
- depuis 2019[n 4] : Demon Slayer: Kimetsu no Yaiba : Muichiro Tokito
- 2021 : Sky High Survival : Rika Honjo
- 2021-2022 : 86: Eighty-Six : Shinei Nōzen
- 2021-2023 : Horimiya : Kakeru Sengoku
- 2023 : Kitti Katz : Valentin

### Jeux vidéo
- 2020 : The Last of Us Part II : Jordan
- 2020 : Mafia: Definitive Edition : ?
- 2020 : Assassin's Creed Valhalla : Tewdwr
- 2021 : Les Gardiens de la Galaxie : voix additionnelles
- 2022 : The Quarry : Ryan
- 2023 : Cyberpunk 2077 : Phantom Liberty : ?

### Publicité
- Pub cœur de lion
- Pub Ice Tea 2020